# Roberto Ardigò

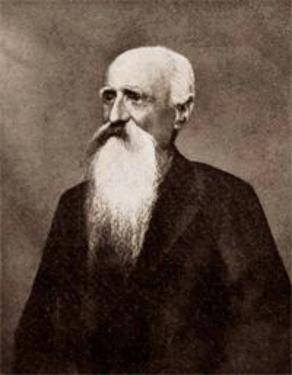
Roberto Ardigò

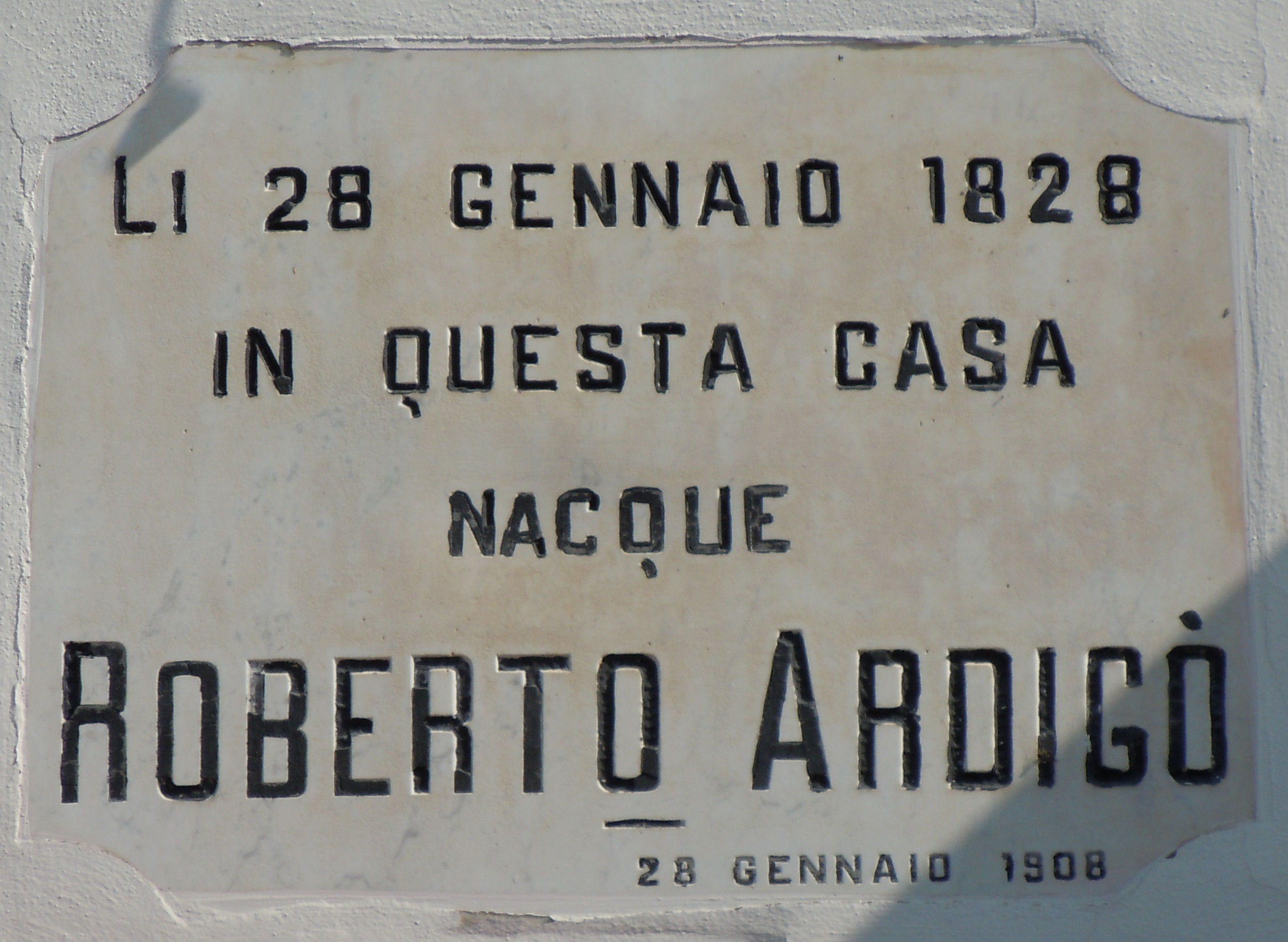
Gedenkplatte an seinem Geburtshaus

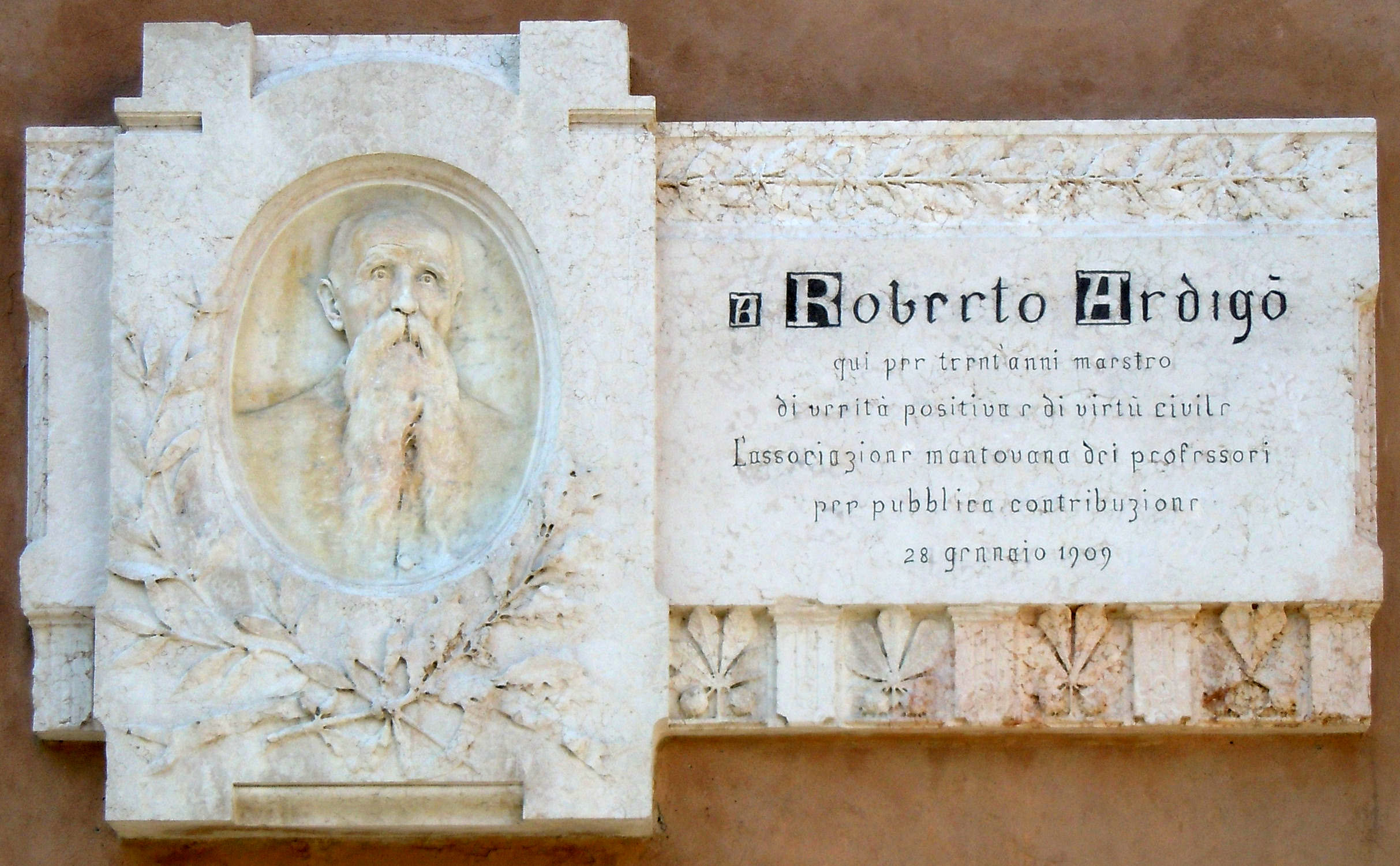
Gedenkplatte für Roberto Ardigò am Vergil-Gymnasium in Mantua

Roberto Ardigò (* 28. Januar 1828 in Casteldidone (Provinz Cremona); † 15. September 1920 in Mantua) war ein führender Philosoph des italienischen Positivismus, Pädagoge und Professor für Philosophiegeschichte in Padua.

## Leben
Ardigò war zunächst Priester in Mantua und orientierte sich vor seiner positivistischen Positionierung an  neuplatonischen Ideen. 1869 wurde eine Schrift von ihm indiziert, er selbst suspendiert. Er lehnte die 1870 dogmatisierte päpstliche Unfehlbarkeit ab und gab 1871 aus Überzeugungsgründen eine kirchliche Laufbahn auf, um sich an der wissenschaftlichen Aufklärung Italiens nach der nationalstaatlichen Einigung zu beteiligen. Ardigò wirkte nun zunächst als Philosophielehrer am Gymnasium in Mantua, dann von 1881 bis 1909 als Professor in Padua.
Er arbeitete zu erkenntnistheoretischen, ethischen, sozialphilosophischen und rechtspositivistischen Themen. Zudem war er der erste italienische Wissenschaftler, der sich unter dem Einfluss von Comte ab 1886 der Soziologie widmete. Hierbei spielten Empirie und, im Gegensatz zu Comte, Psychologie eine herausragende Rolle. Das Werk von Ardigò trug zur Etablierung dieser Wissenschaft in Italien bei. Die von ihm begründete Denkschule beteiligte sich ferner an den Auseinandersetzungen um die Autonomie von Rechtsphilosophie und Soziologie.

## Werke

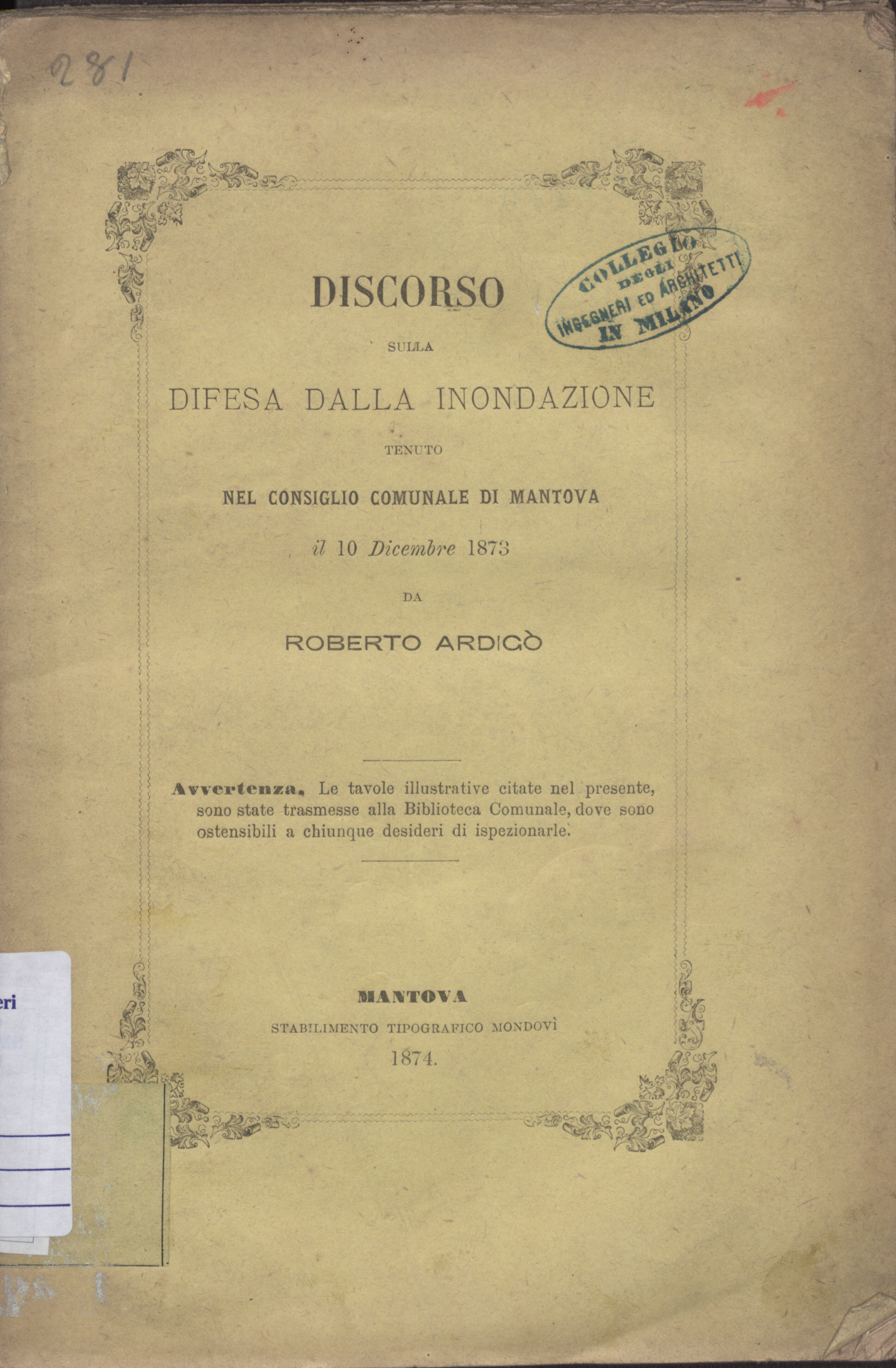
Discorso sulla difesa dalla inondazione (1874)

- La psicologia come scienza positiva. (1870, dann in Opere filosofiche, Bd. 1, 1. Auflage 1882, 3. Auflage 1929) – Volltext auf Wikisource
- Discorso sulla difesa dalla inondazione. Stabilimento tipografico Mondovì, 1874 (italienisch).
- La morale dei positivisti. (1879, dann in Opere filosofiche, Bd. 3, 1. Auflage 1885, 4. Auflage 1908)
- La sociologia. (in Opere filosofiche, Bd. 4, 1. Auflage 1886, 3. Auflage 1908)
- Il Vero. (1891, 3. Auflage 1913)
- La scienza della educazione. (1893, 4. Auflage 1916, Nachdruck 1925).
- La Ragione. (in Opere filosofiche, Bd. 6, 1. Auflage 1894, 2. Auflage 1906)
- L’unità della coscienza. (1898, 2. Auflage 1912)
- Opere filosofiche. (1882–1918) 11 Bände.
- Scritti vari, hrsg. von Giovanni Marchesini. (1921) – Volltext auf Wikisource
- La relatività del pensiero. Saggio storico-critico (Opera postuma). (1928)
- Lettere edite ed inedite, hrsg. von W. Büttemeyer. (1990–2000) 2 Bände.